# Ron Goulart
Ron Goulart (Berkeley, 13 de enero de 1933-Ridgefield, 14 de enero de 2022) fue un escritor estadounidense de misterio, fantasía y ciencia ficción, además de reconocido historiador de cultura popular. 

## Estilo literario
Se caracterizó por preferir ser un negro de novelas y cómics. Por ejemplo, escribió la popular serie de libros TekWar acreditada por el actor William Shatner. También historias de the Phantom, Flash Gordon, the Avenger, Star Hawks y la versión en cómic de TecWar.  También fue negrero de Howard Chaykin.
En el género de no ficción destacó por sus libros sobre la historia del cómic estadounidense como: "The Adventurous Decade: Comic Strips in the 1930s" (1975), "Comic Book Encyclopedia" (2004). "Cheap Thrills: An Informal History of the Pulp Magazines" (1972) y "The Hardboiled Dicks: An Anthology and Study of Pulp Detective Fiction" (1967), además de colaborar con una columna de análisis literario en la revista Venture Science Fiction Magazine.